# Мавританці
Мавританці або маври — один з арабських народів, основне населення Ісламської Республіки Мавританія. Загальна чисельність на 2010 р оцінювалася в понад 3 млн осіб. На кінець 1990-х років їх чисельність оцінювалася у 2460 тис. осіб, з них в Мавританії 1750 тис., Західній Сахарі 240 тис., Малі 160 тис., Нігері 155 тис., Сенегалі 120 тис., Марокко 30 тис. чоловік.

## Мовна ситуація
Населення розмовляє на мавританському поддіалекті магрибського діалекту арабської мови, також поширеною мовою є французька.

## Релігія
За віросповіданням мавританців — мусульмани-суніти: іслам в Мавританії є офіційною державною релігією. Абсолютна ж меншість мавританців досі дотримується старих традиційних африканських вірувань: анімалізм, фетишизм, культ предків, сил природи тощо. Існують також нечисленні громади християн, більшість яких складають католики.
Населення Мавританії прийнято ділити на 2 групи:
1. Прийнято вважати, що перша група проживає на півдні країни, по річці Сенегал. Там живуть осілі землеробські народи, які приблизно складають 1/5 населення. Найбільша щільність населення поширюється на правобережній території Сенегалу[6].
2. Решта населення, зосереджене на досить великих територіальних просторах пустель й напівпустель, це скотарі-кочівники. за етнічними критеріями їх відносять до маврів (змішання арабів і берберів) і туарегів[6].

## Політичний устрій
Прагнення і орієнтація арабізованих маврів в здійсненні політики, схожої з політичним життям арабських країн, таких як, наприклад, Марокко призводять до зіткнення з чорним населенням південних областей Мавританії, які в свою чергу бажають орієнтуватися на країни Західної Африки.

## Історія
Предками мавританців вважаються берберські племена гетуліі та санхаджа, які мігрували на територію північно-західної Африки в середині I-ого тисячоліття і потім згодом захопили все місцеве населення. В XI столітті лідери санхаджійського племені, прийнявши іслам, очолили релігійний малікітцький рух і створили велику альморавідську державу, межі якої тягнулися на півночі до Іспанії і на півдні до річки Сенегал. Процес ісламізації й арабізації регіону отримав нову силу в XIV—XV століттях, коли на територію Мавританії проникли мігранти з Аравійського півострова, араби макіль. Далі в XVII столітті протягом довгого часу йшла посилення боротьби між місцевими і мігрувавшим населення, в результаті якої частина берберів пішла за річку Сенегал. Таким чином, тепер панівне становище зайняли араби. У цей час формується вищий шар традиційного мавританського суспільства, якими були араби-хасани.
Наступний щабель соціуму становили марабути, нащадки берберів, які зуміли зберегти незалежне становище. Марабути були викладачами, правниками, різними релігійними діячами й торговцями. Для дітей-марабутів освіта була обов'язковою, і для хасанів вважалося почесним видати дочку за марабута. Найбільшу масу населення становили зенага, які перебували в залежному становищі від хасанів і марабутів. Зенага представляють собою результат змішання стародавнього берберського народу і негретянського населення, що продовжується і до цього дня. Зенага займаються кочовим скотарством, а на територіях з відносно високим рівнем зволоженості, оазах, займаються землеробством. Зенага працюють також у галузі ремесел, займаючись обробкою металу й шкіри та прикрашая кам'яні кладки, які поширені на заході Мавританії.

## Одяг
Чоловіче населення Мавританії носить штани з буфами, бубу і сандалі. Жінки ж замотуються в тканину з голови до ніг і, так само як чоловіки, носять численні шкіряні прикраси, амулети й важкі браслети на ногах.